# داود بن رشيد
أبو الفضل داود بن رُشَيد الخوارزمي البغدادي مولى بني هاشم. إمام حافظ ثقة، أحد رواة الحديث النبوي. رحال جوال وصاحب حديث.

## روايته للحديث
- سمع أبا المليح الحسن بن عمر الرقي، وإسماعيل بن جعفر، وهشيم بن بشير، وإسماعيل بن عياش، ويحيى بن زكريا بن أبي زائدة، والوليد بن مسلم، وإسماعيل ابن علية، وبقية بن الوليد ، وأبا إسماعيل المؤدب، ومروان بن معاوية، وشعيب بن إسحاق، وسويد بن عبد العزيز، وعبد الملك بن محمد الصنعاني، ومكي بن إبراهيم، وعدة.
- حدث عنه: مسلم بن الحجاج، وأبو داود، وبقي بن مخلد، وأبو زرعة، وأبو حاتم، وإبراهيم الحربي، وموسى بن هارون، وأبو يعلى الموصلي، وأحمد بن الحسن بن عبد الجبار الصوفي، ومحمد بن المجدر، وأبو القاسم البغوي، وأبو العباس السراج، وعدد كثير.

## الآراء فيه
وثقه يحيى بن معين وغيره. قال الدارقطني: «ثقة نبيل». قال الذهبي: «وقد روى البخاري في صحيحه والنسائي عن رجل عنه، أحمد بن مروان في المجالسة حدثنا إبراهيم الحربي، حدثنا داود بن رشيد قال: قمت ليلة أصلي، فأخذني البرد لما أنا فيه من العري، فأخذني النوم، فرأيت كأن قائلا يقول: يا داود، أنمناهم وأقمناك فتبكي علينا، قال الحربي فأظن داود ما نام بعدها، يعني ما ترك تهجد الليل».